# Auxo Dorsum
L'Auxo Dorsum è una struttura geologica della superficie di Marte.